# Mark Williams (Volleyballspieler)
Mark Williams (* 27. Januar 1979 in Sydney) ist ein ehemaliger australischer und US-amerikanischer Volleyball- und Beachvolleyballspieler.

## Karriere
Der in Australien geborene Williams wanderte als Neunjähriger mit seinen Eltern in die Vereinigten Staaten aus. Von 1998 bis 2000 spielte er in Los Angeles als Außenangreifer im Team der University of California. Für die Bruins erzielte er einige Höchstleistungen, unter anderem den Hochschulrekord von 63 Aufschlagassen während einer einzigen Saison. 2000 nahm er als Libero der australischen Nationalmannschaft an den Olympischen Spielen in seiner Geburtsstadt Sydney teil und wurde Achter mit der Mannschaft. Seit 2001 startet Williams im Beachvolleyball auf der amerikanischen AVP-Tour. Er wechselte häufig seine Partner und spielte u. a. mit Sean Rosenthal, Nick Lucena, Casey Jennings und Stein Metzger. Auf der FIVB World Tour sowie bei nationalen Wettbewerben in seinem Heimatland startete Williams von 2003 bis 2004 mit Julien Prosser und wurde mit ihm gleich australischer Meister. 2003 belegten Prosser/Williams bei der Weltmeisterschaft in Rio de Janeiro Platz neun. 2004 nahmen sie an den Olympischen Spielen in Athen teil, wo sie im Spiel um Bronze mit 13:15 im Tiebreak gegen die Schweizer Heuscher/Kobel verloren und knapp eine Medaille verpassten. Ein weiterer Karrierehöhepunkt war 2006 der zweite Platz an der Seite von Stein Metzger beim FIVB Grand Slam in Klagenfurt.